# Jardi van der Lee
Jardi Christiaan van der Lee (Niort, 6 agosto 2001) è un ciclista su strada olandese che corre per il team EF Education-EasyPost; è professionista dal 2024.

## Carriera
Nel settembre 2023 debutta come stagista per il team EF Education-EasyPost correndo il Tour de Langkawi. Confermato in pianta stabile per il biennio 2024-2025, nella primavera 2024, alla sua prima classica monumento, la Parigi-Roubaix, arriva fuori tempo massimo.

## Palmarès

### Altri successi
- 2023 (Willebrord Wil Vooruit)

Omloop van Simpelveld (Clubcompetitie)

## Piazzamenti

### Classiche monumento
- Parigi-Roubaix

2024: fuori tempo massimo